# 利勒茹尔丹站
利勒茹尔丹站，是法国的一个铁路车站，位于法国城市利勒茹尔丹。

## 位置
利勒茹尔丹站位于利勒茹尔丹市区的东北部，图卢兹－欧什铁路41.104公里处，距离欧什大约47公里。车站大致呈东北-西南走向，开口朝东南。

## 站名
利勒茹尔丹站的全名为"利勒茹尔丹站（热尔省）"（法語：Gare de L'Isle-Jourdain (Gers)），因为"利勒茹尔丹"也是维埃纳省的一个市镇。但事实上，以"利勒茹尔丹"命名的火车站只有一个。

## 设施
利勒茹尔丹站设有人工售票窗口，其开放时间如下：
- 周一：06:10~13:05和14:10~16:45
- 周二至周四：06:10~10:55和11:25~18:50
- 周五：06:10~10:55和11:25~17:30
- 周六、周日及节假日：07:30~11:45和16:30~20:30

此外，利勒茹尔丹站站内还设有自动售票机等设施。

## 站台设置
| 西北↑ |             |
|       | 侧式        |
| B道   |             |
| A道   |             |
|       | 侧式 主站房 |
| 东南↓ |             |

## 停靠线路
以下列车线路在利勒茹尔丹站停靠：
| 利勒茹尔丹站列车线路表               |      |                        |            |              |
| 线路                                 | 车种 | 上一站                 | 下一站     | 大致运行频率 |
| 图卢兹马塔比奥/圣西普里安—欧什       | TER  | 布拉茨-雷格万/梅朗维耶 | 吉蒙科扎克 | 每天9趟左右  |
| 图卢兹马塔比奥/圣西普里安—利勒茹尔丹 | TER  | 梅朗维耶               | （终点）   | 每天11趟左右 |
| 1.                                   |      |                        |            |              |

## 配套交通

### 长途客车
| 停靠利勒茹尔丹站的大巴车 |                                         |                                                                    |
| 上下车地点               | 运营单位                                | 主要线路及目的地                                                   |
| 利勒茹尔丹站门口         | 南部-比利牛斯城际客运 Car Midi-Pyrénées | - 935线：图卢兹、皮若德朗、吉蒙、欧什                              |
| 利勒茹尔丹站门口         | 热尔省城际客运                          | - 莫韦赞                                                           |
| 利勒茹尔丹站门口         | SNCF Car TER                            | 当某条铁路线施工或罢工时，SNCF可能会提供途径该线路沿途站点的大巴车 |
| 1. 2. 3.                 |                                         |                                                                    |

### 市内交通
利勒茹尔丹站附近暂无城市公共交通线路。

### 社会车辆
利勒茹尔丹站门口设有社会车辆停车场及非机动车停放点。

## 临近车站
| 利勒茹尔丹站（Gare de L'Isle-Jourdain） |                  |              |
| 上行车站                                | 线路             | 下行车站     |
| 梅朗维耶站                              | 图卢兹－欧什铁路 | 吉蒙科扎克站 |
| - 本表仅显示运营中的线路及车站          |                  |              |